# Hemerocallis hongdoensis
Hemerocallis hongdoensis là một loài thực vật có hoa trong họ Thích diệp thụ. Loài này được M.G.Chung & S.S.Kang miêu tả khoa học đầu tiên năm 1994.